# De Wetbos
Het De Wetbos is een natuurgebied in Nationaal Park De Hoge Veluwe. Het heeft een oppervlakte van 0,2 km² en ligt naast het Otterlose Zand, waar een monument voor generaal De Wet staat.